# Léopold Déledicque
Léopold Déledicque est un violoniste et altiste naturalisé français, né le 7 février 1821 à La Haye et mort le 6 janvier 1907 à Paris.

## Biographie
Léopold-Bernard-Édouard-Colombe-Hippolyte Déledicque naît le 7 février 1821 à La Haye,.
Il étudie au Conservatoire de Paris, où il obtient un accessit d'harmonie en 1846,.
En 1850, Léopold Déledicque intègre comme violoniste l'orchestre du Théâtre-Italien, puis la Société des concerts du Conservatoire en 1859, avant d'être altiste dans l'Orchestre de l'Opéra de Paris à partir de 1871,.
Comme interprète, il est un chambriste recherché, jouant le second alto à la Société Alard-Chevillard entre 1845 et 1848, puis à la Société Alard-Franchomme entre 1847 et 1870.
Comme professeur, il enseigne le violon aux institutions Petit, Verdot, Massin, à l'école Saint-Geneviève et au collège Sainte-Barbe à partir de 1852.
Déledicque s'implique également pour la pratique musicale des amateurs. Il fonde notamment en 1860 une Société des symphonistes, orchestre qui regroupe des musiciens non professionnels et donne une saison de concerts.
Naturalisé français,, il est nommé en 1879 officier d'Académie, puis promu officier de l'Instruction publique en 1901.
Comme compositeur, il est notamment l'auteur d'un O Salutaris avec alto, d'un Ave Maria à trois voix, de plusieurs fantaisies pour violon et de diverses transcriptions d’œuvres classiques.
Léopold Déledicque meurt à Paris le 6 janvier 1907 en son domicile au 175, boulevard Pereire,,.